# Hexacladia koebelei
Hexacladia koebelei is een vliesvleugelig insect uit de familie Encyrtidae. De wetenschappelijke naam is voor het eerst geldig gepubliceerd in 1907 door Perkins.